# اما گیبسون
اما رن گیبسون (به انگلیسی: Emma Wren Gibson) جنینی بود که ۲۵ سال پیش توسط پدر و مادری ناشناس به دکتر جفری کینان در مرکز اهداء جنین ملی ایالات متحده تحویل داده شد (نهادی مسیحی با هدف منجمد کرن جنین برای ولدینی که نمی‌توانند بچه‌دار شوند)، در ۱۴ اکتبر ۱۹۹۲ منجمد گشت و در سال ۲۰۱۷ به پدر و مادرش تینا و بنیامین گیبسون از تنسی شرقی تحویل داده شد. تینا گیبسون فقط ۲۶ سال دارد و یک سال از فرزندش بزرگتر است. وی به نوزاد برفی مشهور شده‌است.